# Tweede Kamerverkiezingen in het kiesdistrict 's-Gravenhage II (1848-1850)
Tweede Kamerverkiezingen in het kiesdistrict 's-Gravenhage II geeft een overzicht van verkiezingen voor de Nederlandse Tweede Kamer in het kiesdistrict 's-Gravenhage II in de periode 1848-1850.
Het kiesdistrict 's-Gravenhage II werd ingesteld na de grondwetsherziening van 1848. Tot het kiesdistrict behoorden de volgende gemeenten: 's-Gravenhage , Rijswijk, Voorburg en Wassenaar.
Het kiesdistrict 's-Gravenhage II vaardigde in dit tijdvak per zittingsperiode één lid af naar de Tweede Kamer. 
Legenda
- vet: gekozen als lid van de Tweede Kamer.

## 30 november 1848
De verkiezingen werden gehouden na ontbinding van de Tweede Kamer, na inwerkingtreding van de herziene grondwet.
|                          | 30 november |
| ------------------------ | ----------- |
| Kiesgerechtigden         | 711         |
| Opkomst                  | 615         |
| Geldige stemmen          | 613         |
| Blanco stemmen           | 2           |
| Kandidaten               |             |
| P.C. Schooneveld         | 343         |
| G.W. Verweij Mejan       | 182         |
| M.A.F.H. Hoffman         | 43          |
| Æ. Mackay                | 10          |
| W. Boreel van Hogelanden | 8           |

## Opheffing
In 1850 werd het kiesdistrict 's-Gravenhage II opgeheven. De tot het kiesdistrict behorende gemeenten werden ingedeeld bij het nieuw ingestelde meervoudige kiesdistrict 's-Gravenhage.